# Yehuda Pen

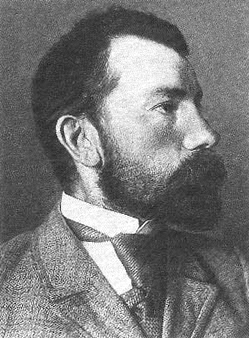
Yehuda Pen, 1905

Yehuda Pen, Yuri Pen (Yidis:  יודל פּען, cirílico: Юдэль Пэн; Novoalexandrovsk, actual Zarasai, 5 de junio jul./24 de mayo greg. de 1854-Vítebsk, 28 de febrero de 1937) fue un artista y profesor lituano, figura destacada del renacimiento judío y del arte ruso de principios del siglo XX.
En 1867, comenzó a trabajar como aprendiz en una casa de pintores de Dvinsk y se mudó a San Petersburgo en 1879 donde se graduaría en la Academia Imperial de las Artes en 1886.
En 1891, fijó su residencia en Vítebsk donde fundó un taller privado. Entre sus alumnos están Ilya Mazel, Yefim Minin, Oskar Meshchaninov, Marc Chagall, Ossip Zadkine o El Lissitzky. 
Falleció en febrero de 1937 por causas desconocidas.

## Galería

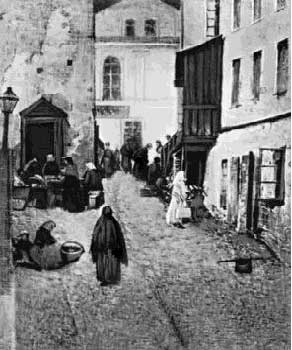
Calle de Vítebsk
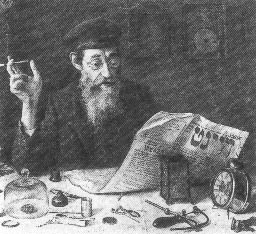
Relojero
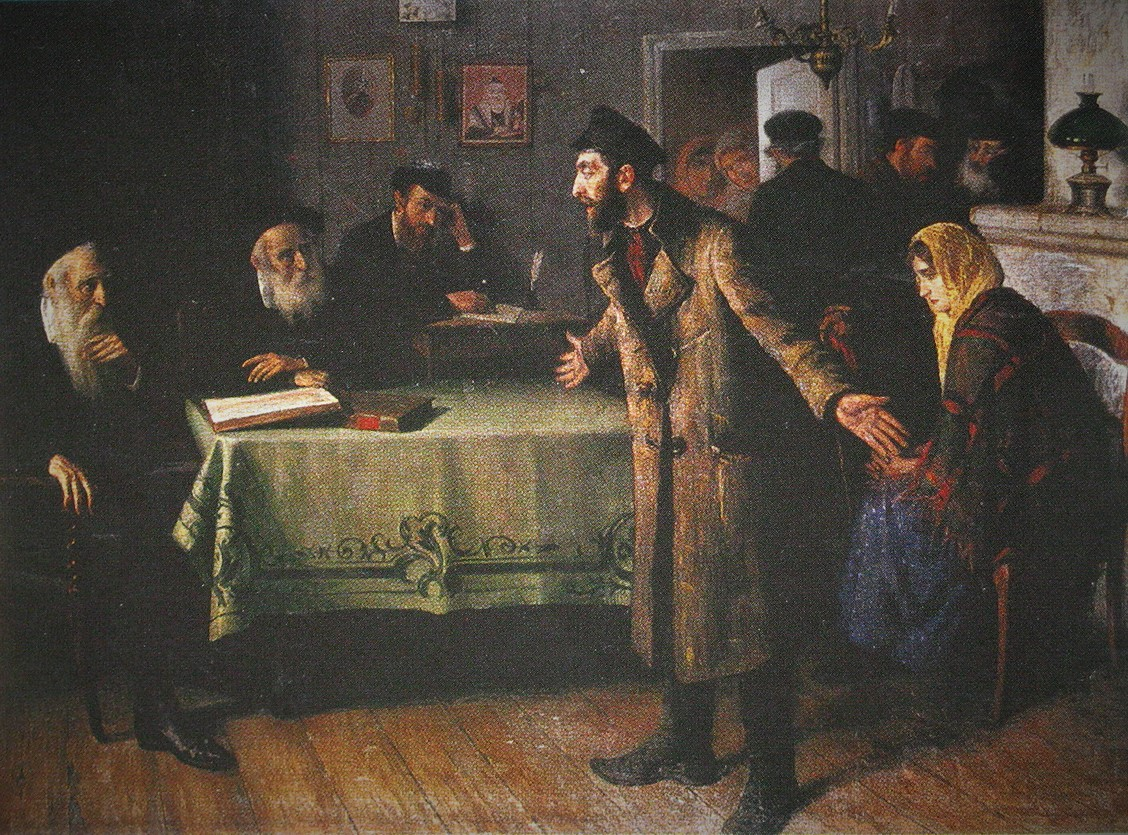
Divorcio
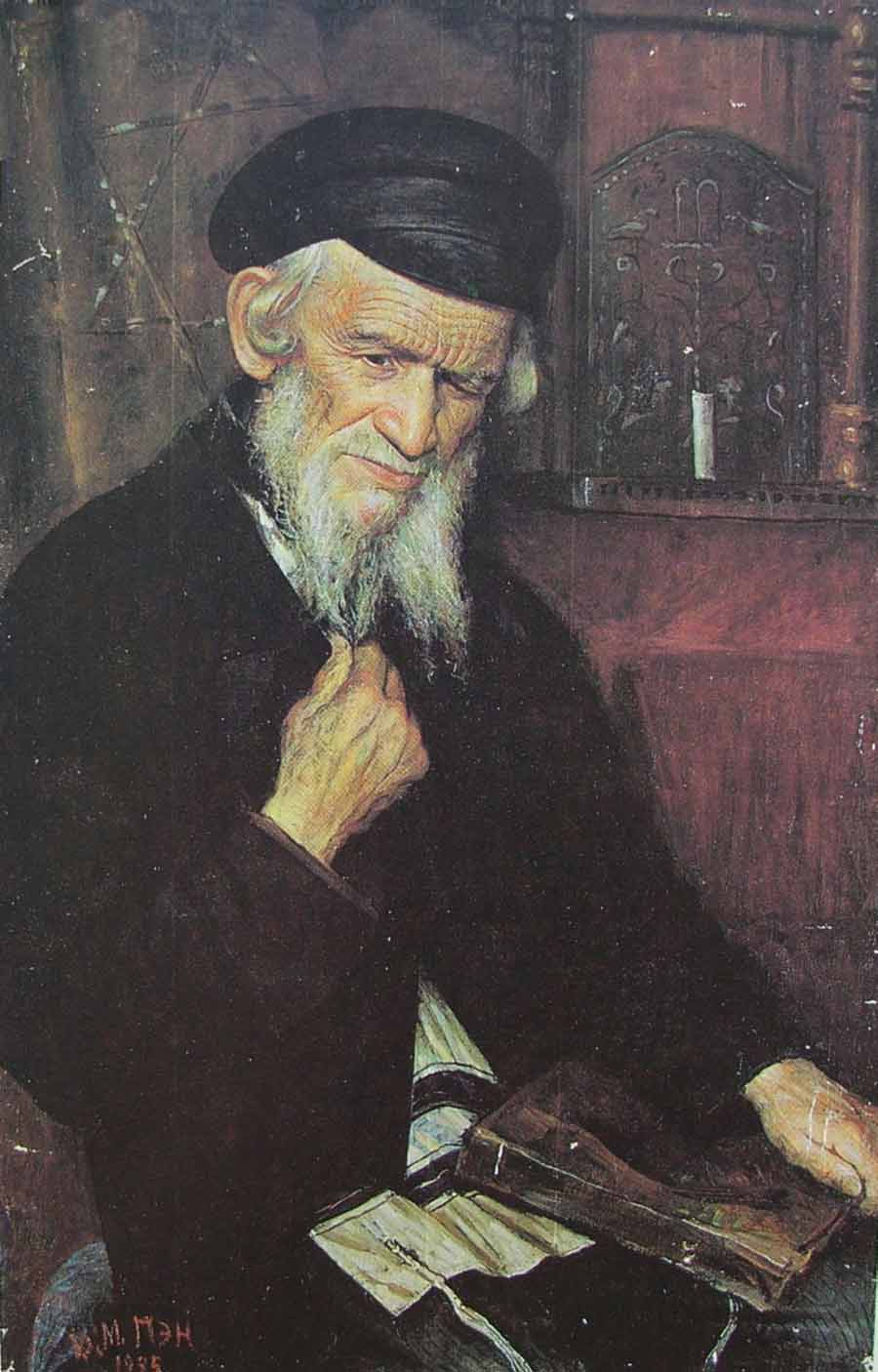
Talmudista